# Itálie na Zimních olympijských hrách 2014
Itálii na Zimních olympijských hrách 2014 reprezentovalo 113 sportovců, ve 13 sportech.

## Medailisté
| Medaile | Jméno                                                                     | Sport           | Disciplína          | Datum     |
| ------- | ------------------------------------------------------------------------- | --------------- | ------------------- | --------- |
| Stříbro | Christof Innerhofer                                                       | Alpské lyžování | Muži sjezd          | 9. února  |
| Stříbro | Arianna Fontanaová                                                        | Short track     | Ženy 500 m          | 13. února |
| Bronz   | Armin Zöggeler                                                            | Saně            | Muži jednotlivci    | 9. února  |
| Bronz   | Christof Innerhofer                                                       | Alpské lyžování | Muži superkombinace | 14. února |
| Bronz   | Arianna Fontanaová                                                        | Short track     | Ženy 1500 m         | 15. února |
| Bronz   | Arianna Fontanaová Lucia Perettiová Martina Valcepinaová Elena Vivianiová | Short track     | Ženy štafeta 3000 m | 18. února |
| Bronz   | Dorothea Wiererová Karin Oberhoferová Dominik Windisch Lukas Hofer        | Biatlon         | Smíšená štafeta     | 19. února |
| Bronz   | Carolina Kostnerová                                                       | Krasobruslení   | Ženy jednotlivkyně  | 20. února |